# Димитър Бочев (революционер)
Вижте пояснителната страница за други личности с името Димитър Бочев.
Димитър Стойчев Бочев (Бачев) е български революционер, деец на Вътрешната македоно-одринска революционна организация и на Вътрешната македонска революционна организация.

## Биография
Димитър Бочев е роден в град Охрид, тогава в Османската империя, днес в Северна Македония. Завършва прогимназия в родния си град, а от 1902 година е четник при Гюрчин Наумов, а след това при Петър Чаулев. Участва в Илинденското въстание от 1903 година. При избухването на Балканската война е доброволец в Македоно-одринското опълчение и се сражава в Сборната партизанска рота на МОО.
След Балканските войни продължава да е активен член на ВМОРО. Участва във Валандовската акция от 1915 година, а през Първата световна война е старши подофицер и се сражава на Македонския фронт. След войната се включва в дейността на възстановената от Тодор Александров ВМРО. При разкола между михайловисткото и протогеровисткото крило, подкрепя протогеровистите. Убит е на 7 септември 1932 година в София от приближен на Иван Михайлов, пребит с тояга.